# ریپلای (کالیفرنیا)
ریپلای (به انگلیسی: Ripley) یک منطقهٔ مسکونی در ایالات متحده آمریکا است که در شهرستان ریورساید، کالیفرنیا واقع شده‌است. ریپلای ۴٫۴۰۵ کیلومتر مربع مساحت و ۶۹۲ نفر جمعیت دارد و ۷۵٫۹ متر بالاتر از سطح دریا واقع شده‌است.